# Durham Castle
Durham Castle is een Normandisch kasteel in de stad Durham in County Durham, Engeland. Het staat op de top van een heuvel bij de rivier de Wear op het schiereiland van Durham, tegenover Durham Cathedral. Kasteel en kathedraal van Durham werden in 1986 door UNESCO op de Werelderfgoedlijst geplaatst.

## Geschiedenis
Het kasteel werd in de 11e eeuw gebouwd om de bisschop van Durham te beschermen tegen aanvallen. Het heeft een grote hal, gebouwd door bisschop Antony Bek in de vroege 14e eeuw. Het was de grootste hal in Engeland totdat bisschop Richard Fox hem aan het einde van de 15e eeuw inkortte. Maar hij is nog 14 meter hoog en 30 meter lang.

## Kapellen
Durham Castle heeft twee kapellen: de Normandische kapel, gebouwd rond 1078, en Tunstall Chapel, gebouwd in 1540.

## Externe link

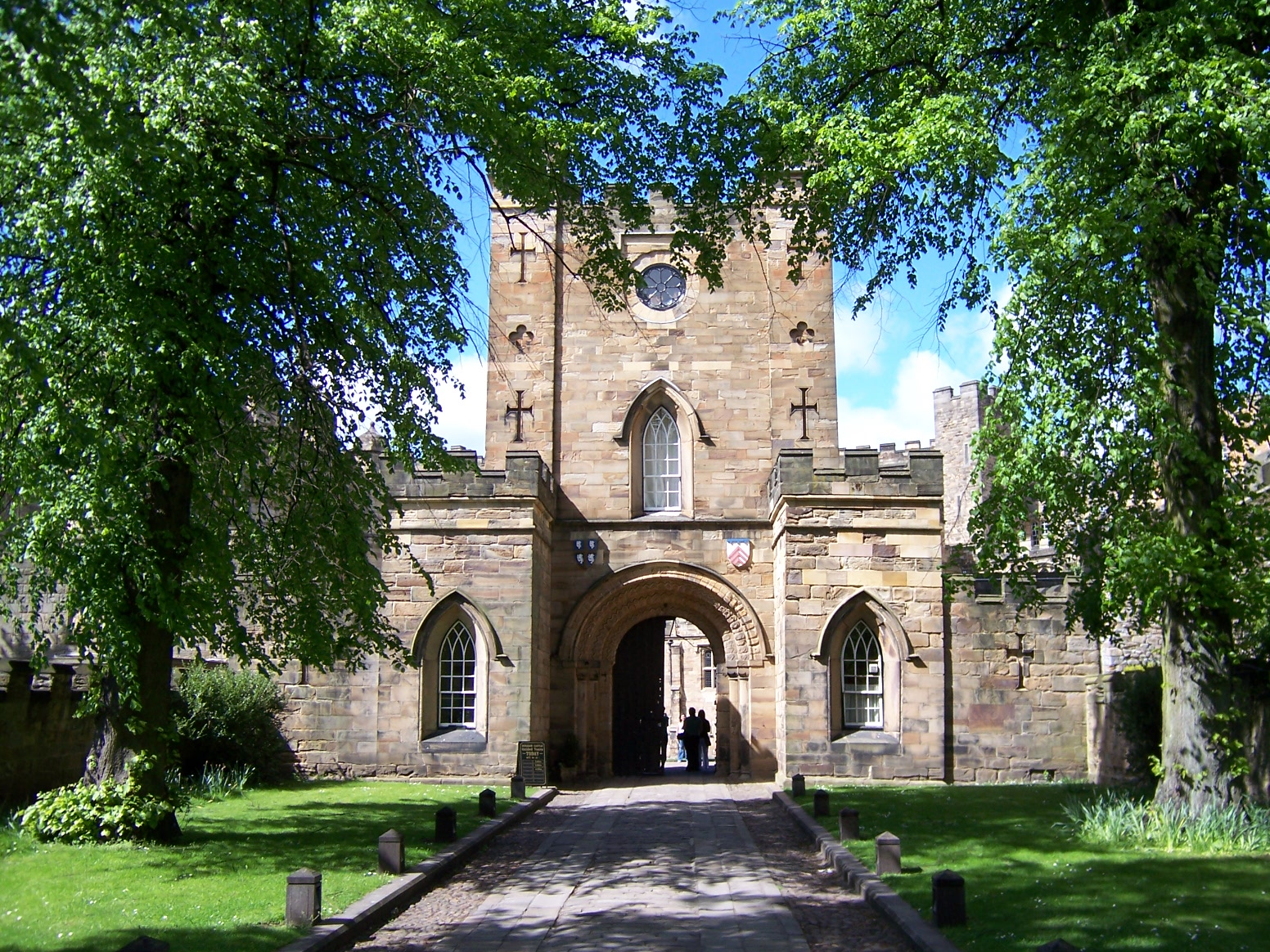
Ingang van Durham Castle
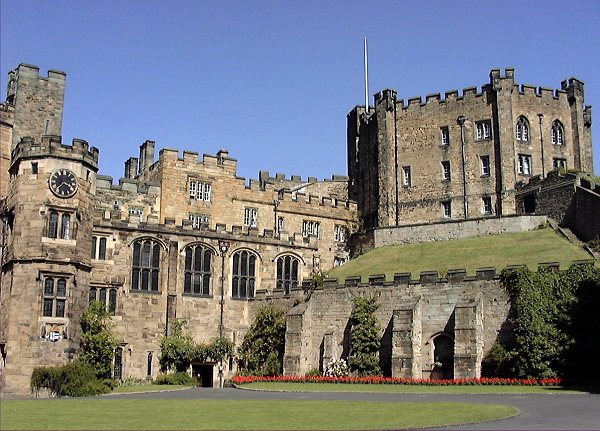
Durham Castle - gezicht op de binnenplaats
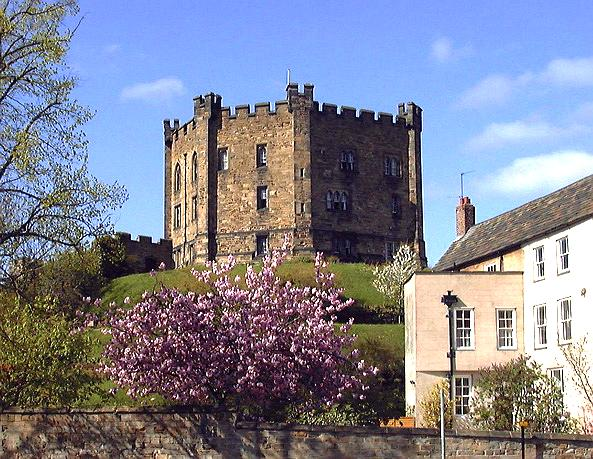
Durham Castle - gezicht op de slottoren